# Suriani Abdullah
Suriani Abdullah, de naixement Eng Ming Ching, (Sitiawan, Perak, Colònies de l'Estret, 23 de gener de 1924 - Sukhirin, Tailàndia, 20 de març de 2013) fou una política i escriptora comunista malaia, membre del comitè central del Partit Comunista de Malàisia. Fou l'autora de Rejimen Ke-10 dan Kemerdekaan ("10è Regiment i Independència"), el relat històric oficial del X Regiment de l'Exèrcit d'Alliberament Nacional del Poble Malai i Memoir Suriani Abdullah: Setengah Abad Perjuangan ("Les Memòries de Suriani Abdullah: una lluita de mig segle").
Suriani va néixer el 23 gener de 1924 a Sitiawan, Perak, Malàisia. Va assistir a l'Institut Nan Hwa, on va conèixer a altres comunistes com Tu Lung Shan o Chin Peng i es va radicalitzar políticament. L'any 1940, Suriani es va unir al Partit Comunista de Malàisia, clandestí, i va participar activament en la mobilització i organització de dones treballadores a la Vall de Kinta. Va ser elegida membre del Comitè Central el 1975.
Va viure a Chulaporn Village No. 12, Sukhirin, Tailàndia, amb el seu marit, Abdullah CD, amb la seva filla i la seva família fins a la seva mort el 20 de març de 2013.